# Zwart-wittelevisie met ontvanger

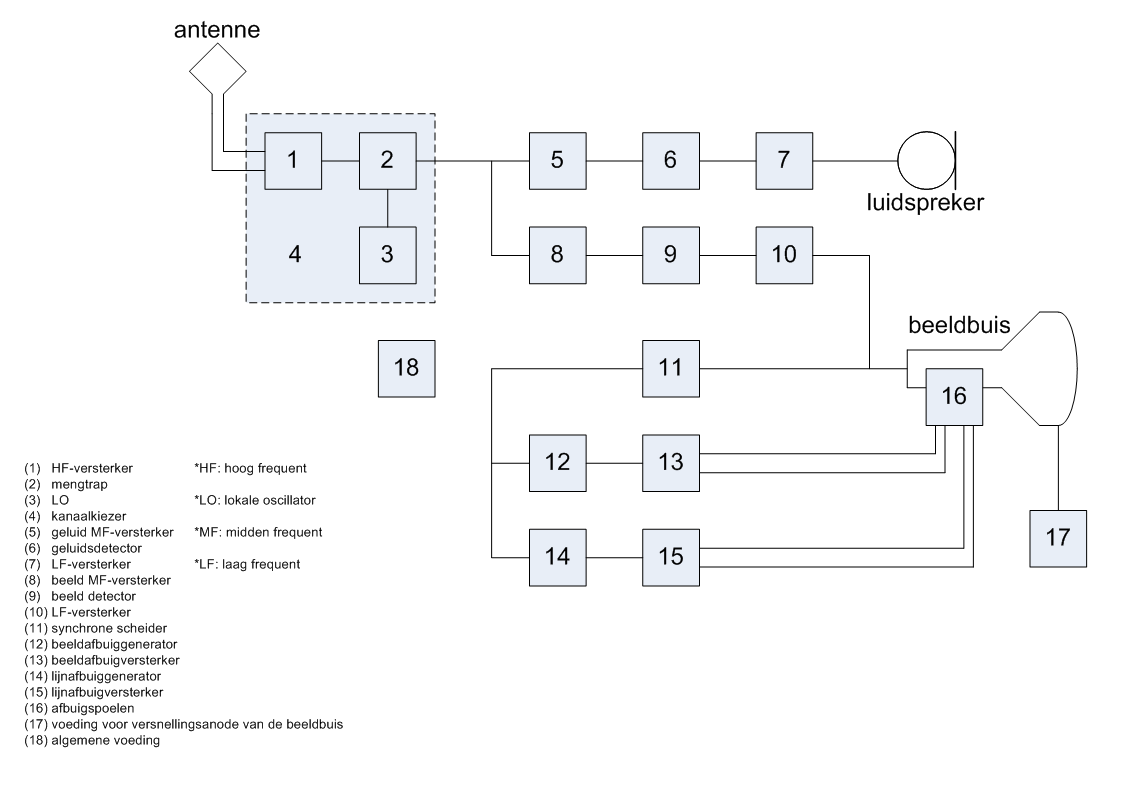
Blokschema zwart-wittelevisie met ontvanger

De zwart-wittelevisie met ontvanger werd geïntroduceerd in het jaar 1935, toen de Duitse regering voor het eerst in de geschiedenis begon met het uitzenden van een publieke televisiedienst. In de jaren daarvoor bestond het televisietoestel reeds, maar dit was enkel in een experimentele fase. 

## Algemene opbouw

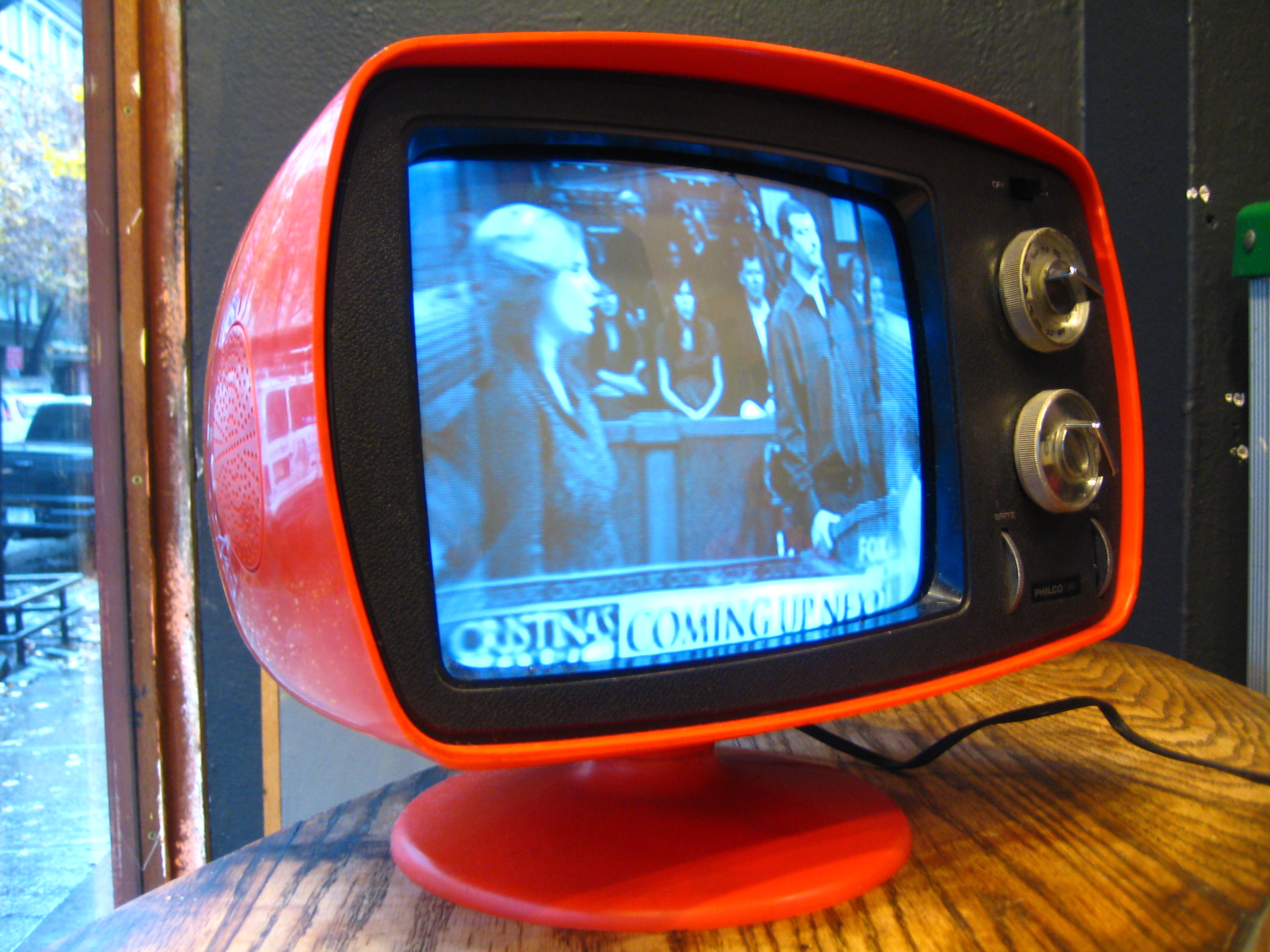
Zwart-wit-tv-beelden zijn in werkelijkheid blauwachtig. Beter is de naam monochrome tv.

De opbouw van zwart-wittelevisie met ontvanger kan opgedeeld worden in drie voorname delen. Het eerste deel is de kanaalkiezer. Deze zal alle informatie die hij ontvangt van de antenne filteren tot alleen de informatie overblijft van het kanaal waarop wordt afgestemd. Als tweede deel is er een circuit waarin de informatie van het geluid wordt verwerkt. Het derde onderdeel zal de informatie voor het beeld verwerken.

## Kanaalkiezer
De hoogfrequent-versterker versterkt het kanaal waarop is afgestemd. Zo ontstaat een goede signaal-ruisverhouding. Het signaal heeft nu voldoende vermogen om de gewenste kwaliteit te bekomen. We verhogen de signaalspanning van enkele µV tot mV.
De mengtrap zet het hoogfrequente signaal om in een MF- oftewel middenfrequent signaal. De mengtrap zorgt ervoor dat het ontvangen signaal telkens wordt omgevormd tot één vaste frequentie. Zo kan elk signaal onafhankelijk van de frequentie op gelijke wijze worden verwerkt. De mengtrap gebruikt twee signalen. Het eerste is afkomstig van de antenne (via de hoogfrequentversterker). Het tweede wordt door de oscillator gegenereerd. Het frequentieverschil van beide geeft de middenfrequentie, die dus steeds dezelfde is. De lokale oscillator levert het tweede hoogfrequente signaal voor de mengtrap. Aangezien het verschil van de lokale oscillator en de afstemfrequentie een constante is, zal door verandering van de oscillator ook de afstemfrequentie moeten veranderen. Door wijziging van de oscillatorfrequentie wordt de afstemfrequentie geregeld. De hoogfrequentversterker, mengtrap en lokale oscillator vormen samen de kanaalkiezer.

## Geluidsinformatie
Het signaal aan de uitgang van de kanaalkiezer wordt door de geluidmiddenfrequentversterker tot 10.000 maal versterkt, zodat het door de geluidsdetector kan worden waargenomen. Omdat waarneembaar geluid zich in het laagfrequente gebied bevindt, zal het middenfrequent gemoduleerd signaal door de geluidsdetector tot een LF- oftewel laagfrequent signaal worden omgevormd. De laagfrequentversterker versterkt het geluid tot het gewenste volume van de luidspreker.

## Beeldinformatie
Het signaal aan de uitgang van de kanaalkiezer wordt door de beeldmiddenfrequentversterker tot 10.000 maal versterkt, zodat het door de beelddetector kan worden waargenomen. Omdat de beeldinformatie opgebouwd is in het laagfrequente gebied, zal het middenfrequent gemoduleerd signaal door de beelddetector tot een laagfrequent signaal worden omgevormd. De laagfrequentversterker versterkt het beeldsignaal tot een vermogen dat voldoende groot is om de luminantie-informatie zichtbaar te maken op het beeldscherm en de beeldafbuiggenerator en lijnafbuiggenerator aan te sturen.
De synchroonscheider zal uit het volledige videosignaal de raster-synchronisatiepulsen en lijn-synchronisatiepulsen scheiden. De beeldafbuiggenerator wekt aan de hand van de raster-synchronisatiepulsen een spanning met bepaalde frequentie op voor het aansturen van de beeldafbuigversterker. Deze frequentie bepaalt de verticale sturing van het beeld. In de beeldafbuigversterker wordt een zaagtandstroom gegenereerd voor de aansturing van de afbuigspoelen. De lijnafbuiggenerator wekt aan de hand van de lijn-synchronisatiepulsen een spanning met bepaalde frequentie op voor het aansturen van de lijnafbuigversterker. Deze frequentie bepaalt de horizontale sturing van het beeld. In de lijnafbuigversterker wordt een zaagtandstroom gegenereerd voor de aansturing van de afbuigspoelen.
De afbuigspoelen zullen in de kathodestraalbuis (beeldbuis) een magnetisch veld opwekken. De elektronen die door het elektronenkanon worden afgevuurd, zullen op hun weg naar het beeldscherm dit magnetisch veld doorlopen. Hierdoor worden ze in hun baan naar het beeldscherm afgebogen naar de gewenste coördinaten op dit beeldscherm.

## Voedingen
De algemene voeding en de voeding voor de versnellingsanode van de beeldbuis voorzien het televisiesysteem bij dit alles van de benodigde energie.